# カール＝ハインツ・ケルベル
カール＝ハインツ・ケルベル（Karl-Heinz Körbel、1954年12月1日 - ）は、ドイツ・ドッセンハイム出身の元サッカー選手、元サッカー指導者。現役時代のポジションはDF。

## 経歴
現役時代はアイントラハト・フランクフルト一筋のキャリアを送り、ブンデスリーガ通算602試合出場は、同リーグにおける史上最多出場記録となっている。フランクフルトでは、4度のDFBポカール優勝に加えて1979-80シーズンのUEFAカップ優勝と合計5つのメジャータイトルを獲得した。西ドイツ代表としてはわずか6試合の出場に終わっているが、これは奇しくも同じ役割かつ同時期に世界的な選手となっていたフランツ・ベッケンバウアーが君臨していたためである。
現役を引退した1991年からすぐにクラブのアシスタントコーチに就任し、1994年からは暫定監督、1995-96シーズンは正式に監督としてチームを率いていた。その後、2部のクラブで采配を執理、1998年からフランクフルトのスカウトとして働いていた。
2010年からは下部組織の責任者を務めている。

## タイトル

### クラブ
フランクフルト
- DFBポカール : 4回 (1973-74, 1974-75, 1980-81, 1987-88)
- UEFAカップ : 1回 (1979-80)